# Scotogramma chimaera
Scotogramma chimaera là một loài bướm đêm trong họ Noctuidae.